# Sturmführer
Sturmführer sau SA-Sturmführer a fost un rang paramilitar al partidului nazist care a început ca un titlu folosit de organizația paramilitară Sturmabteilung în 1925. Din 1928 devenit un rang militar real în Sturmabteilung. Tradus literar ca lider de asalt, originile acestui rang datată din primul război mondial unde titlul de Sturmführer a fost folosit de liderii din trupele germane de șoc și din companiile speciale de acțiune.